# Сергей Боровски
Сергей Боровски (на беларуски: Сяргей Бароўскі; на руски: Сергей Боровский) е съветски и беларуски футболист и треньор. Почетен майстор на спорта на СССР (1979).

## Кариера
От 1974 г. до краят на кариерата си, играе в Динамо Минск. Има 400 мача за отбора, като 270 от тях са във Висшата лига. Той е капитан на Динамо през 1978-1979 и 1984-1985 г. С Минския клуб става шампион на СССР през 1982 г.
В европейските клубни турнири между 1983 и 1987 г. изиграва 19 мача (КЕШ - 6 мача, Купа на УЕФА - 10, Купа на носителите на купи – 3).
Участник на Световното първенство през 1982 г.

## Отличия

### Отборни
Динамо Минск
- Съветска Висша лига: 1982